# Гимназија „Зејнел Ајдини”
Гимназија „Зејнел Ајдини” је гимназија која се налази у Гњилану, а основана је 1945. године.

## Опште информације
Првобитна зграда у којој се школа налазила је изграђена као отоманска војна болница 1896. године. До 1945. радила је као грађанска школа. Године 1964. понела је име учесника Народноослободилачке борбе и народног хероја Југославије Зенела Ајдинија.
Шездесетих година 20. века уз албански и српски језик почиње да се учи турски језик. Нова зграда школе направљена је 1973. године.
Настава се данас изводи на албанском и турском језику, при чему је албански главни наставни језик. Школу данас погађа око 2000 ученика.